# Angelica yakusimensis
Angelica yakusimensis är en flockblommig växtart som beskrevs av Kanesuke Hara. Angelica yakusimensis ingår i släktet kvannar, och familjen flockblommiga växter. Inga underarter finns listade i Catalogue of Life.